# NGC 3132
NGC 3132 је планетарна маглина у сазвежђу Једра која се налази на NGC листи објеката дубоког неба.
Деклинација објекта је - 40° 26' 10" а ректасцензија 10h 7m 1,8s. Привидна величина (магнитуда) објекта NGC 3132 износи 9,2 а фотографска магнитуда 8,2. NGC 3132 је још познат и под ознакама PK 272+12.1, ESO 316-PN27, AM 1004-401, CS=10., Eight-burst planetary.